# マーク・ロウリネイティス
マーク・ロウリネイティス（Marcus "Mark" Laurinaitis、1965年12月21日 - ）は、アメリカ合衆国のプロレスラー。
ジョー・ロウリネイティス（ロード・ウォリアー・アニマル）とジョン・ロウリネイティス（ジョニー・エース）は兄にあたる。

## 来歴
NWAのジム・クロケット・プロモーションズでリング・クルーをしながらネルソン・ロイヤルに師事し、1987年にフロリダ地区のFCWでデビュー。プロモーターのマイク・グラハムにより、アーノルド・シュワルツェネッガーの映画にちなんだザ・ターミネーター（The Terminator）のリングネームとギミックを与えられる。同年11月には全日本プロレスに初来日、『世界最強タッグ決定リーグ戦』にトム・ジンクと組んで出場した。
帰国後の12月、U・S・スティールを破ってFCWフロリダ・ヘビー級王座を奪取。翌1988年9月には兄のジョニー・エースとのコンビで同タッグ王座も獲得し、ナスティ・ボーイズと抗争を展開した。1989年2月、全日本プロレスの『エキサイト・シリーズ』に再来日。同シリーズにはロード・ウォリアー・アニマルやジョニー・エースも揃って参戦しており、兄弟トリオを組んで6人タッグマッチにも出場した。
1991年1月には「マーク・ローリネイティ」の表記で新日本プロレスに来日。1月4日から17日にかけて、ビッグバン・ベイダーやTNTらと共に『ニューイヤー・ダッシュ'91』に参戦した。

### レッキング・クルー
1992年、フロリダのインディー団体IWFにてフューリー（Fury）と名乗り、レイジことアル・グリーンとのタッグチーム、レッキング・クルー（The Wrecking Crew）を結成。同年3月28日、キップ・ウィンチェスター&ブレット・コルトのロング・ライダーズ（後のスモーキン・ガンズ）からIWFタッグ王座を奪取している。
以降もレッキング・クルーでの活動を続け、1993年1月よりWCWに登場。WCW世界タッグ王者の2・コールド・スコーピオ&マーカス・バグウェルをはじめ、テックス・スラシンジャー&シャンハイ・ピアース、カクタス・ジャック&ザ・バーバリアンなどのチームと対戦した。
1994年はオットー・ワンツの主宰するヨーロッパのCWAに遠征、7月24日にデイブ・フィンレー&ジョニー・ホークを破り、CWA世界タッグ王座を獲得した。CWAでは、世界ヘビー級王者のランボー、トニー・セント・クレアー、アレックス・ライトらとのシングルマッチも行われている。
1995年は2月開幕の『エキサイト・シリーズ』と6月開幕の『サマー・アクション・シリーズ』の2度に渡って全日本プロレスに来日。7月24日の『サマー・アクション・シリーズ』最終戦における日本武道館大会では、ダグ・ファーナス&ダニー・クロファットのカンナム・エクスプレスと対戦した。

## 獲得タイトル
フロリダ・チャンピオンシップ・レスリング
- FCWフロリダ・ヘビー級王座：1回[4]
- FCWフロリダ・タッグ王座：3回（w / ジョニー・エース×2、バウンティ・ハンター（英語版））[5]

パシフィック・ノースウエスト・レスリング
- NWAパシフィック・ノースウエスト・タッグ王座：1回（w / ザ・グラップラー）[15]

インターナショナル・レスリング・フェデレーション
- IWFタッグ王座：1回（w / レッキング・クルー・レイジ（英語版））[9]

キャッチ・レスリング・アソシエーション
- CWA世界タッグ王座：1回（w / レッキング・クルー・レイジ）[11]

ウィンディ・シティ・プロ・レスリング
- WCPWタッグ王座：1回（w / レッキング・クルー・レイジ）